# Óriáslajhár-félék

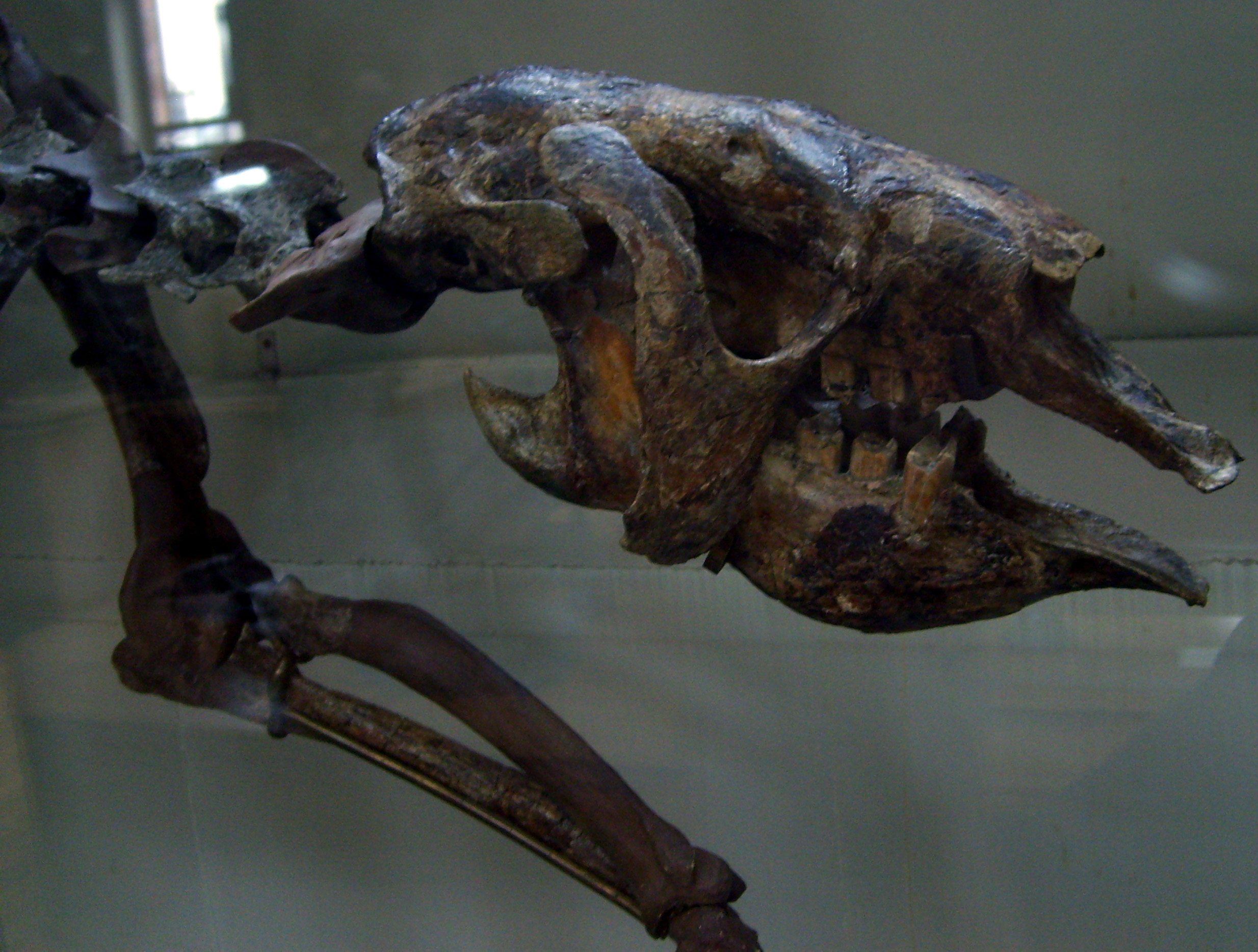
A Thalassocnus koponyája közelről.

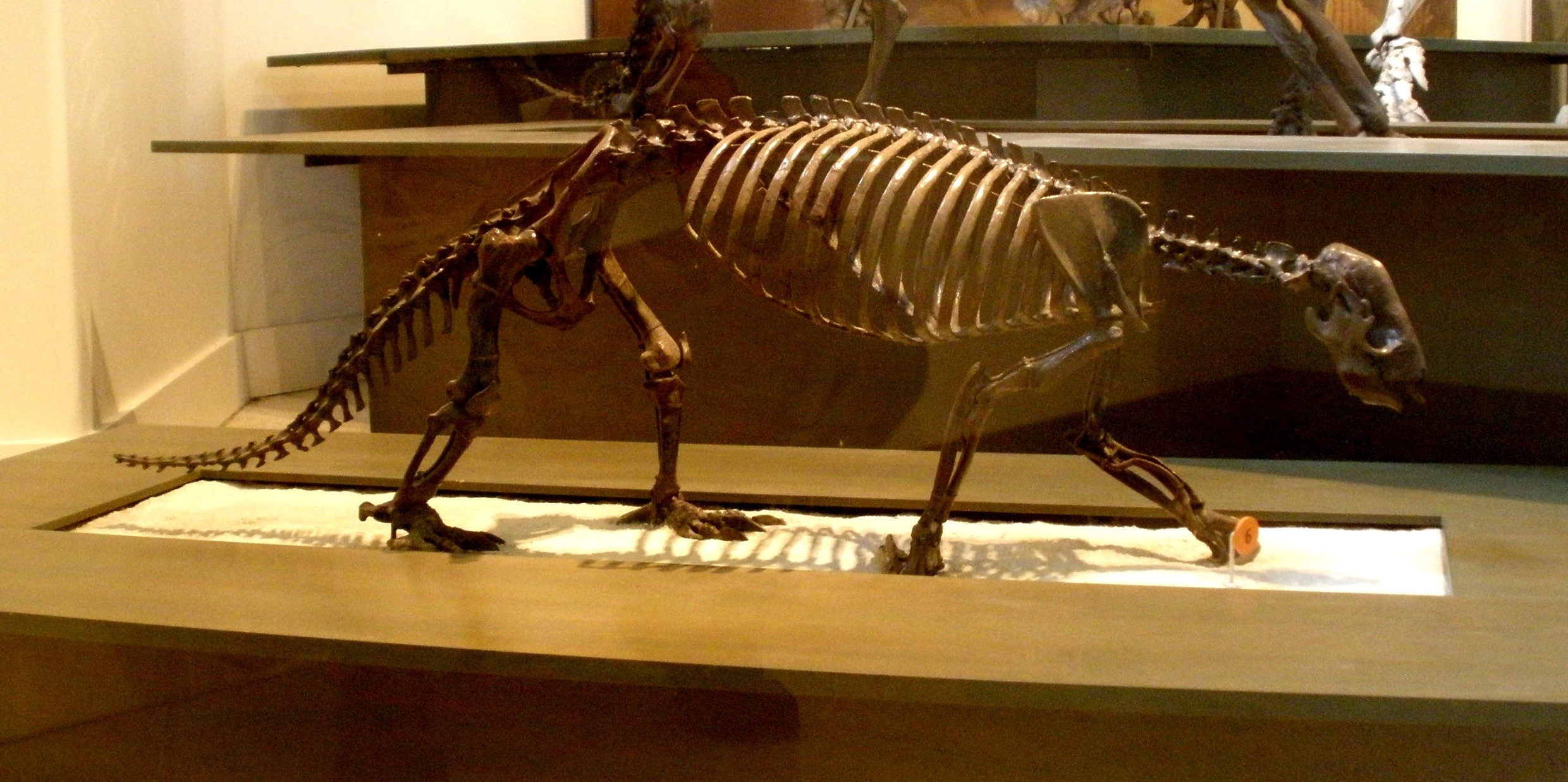
Hapalops ruetimeyeri

Az óriáslajhár-félék (Megatheriidae) az emlősök (Mammalia) osztályának vendégízületesek (Xenarthra) öregrendjébe, ezen belül a szőrös vendégízületesek (Pilosa) rendjébe tartozó, kizárólag fosszilis család, amelynek tagjai a földtörténeti közelmúltig Dél- és Észak-Amerikában éltek.

## Tudnivalók
Az első óriáslajhár-félék Dél-Amerika területén, az oligocén korban, mintegy 30 millió évvel ezelőtt jelentek meg. A család legismertebb tagjai közé tartozik a hatalmas testű óriáslajhár és az Eremotherium, amelyek jelentős méretükkel kitűntek az ősi fauna között. A család további tagjai jóval kisebbek voltak, de még így is nagyobbak a ma élő lajhároknál. A Nothrotheriini öregnemhez tartozó Hapalops és Nothrotheriops például körülbelül 1,2 méter hosszúak voltak. Napjainkban a Nothrotheriini öregnemet önálló családként, a Nothrotheriidae családként ismerik el.
Az óriáslajhár-félék csontváza robusztus testfelépítésű állatokra utal. A különösen vastag csontok, valamint az erős ízületek, főként a hátsó végtagokon, jelentős testtömeg mozgatását és nagy fizikai erőt tettek lehetővé. Ezeknek az állatoknak a hosszú, erős karmaik védekezésre és ásásra egyaránt alkalmasak voltak, és segítették őket a növényzet elérésében, valamint a ragadozók elleni önvédelemben.
A legkorábbi észak-amerikai óriáslajhár az Eremotherium eomigrans volt, amely mintegy 2,2 millió évvel ezelőtt vándorolt át Dél-Amerikából, az akkor kialakuló Panama-földszoroson keresztül. Ez az állat akár 6 méter hosszú is lehetett, tömege meghaladta az 5 tonnát, és két lábra állva elérhette az 510 centiméteres magasságot, ezzel nagyobb volt, mint egy hím afrikai elefánt. Az E. eomigrans megtartotta az ősibb, ötujjú végtagfelépítést, miközben a többi Eremotherium-fajnál csak 4 ujj fejlődött ki, 2-3 karommal, ezzel szemben E. eomigransnak 5 ujja és 4 karma volt. A karmok hossza meghaladhatta a 30 centimétert is.
A legutolsó észak-amerikai óriáslajhár-félék a Nothrotheriopsok voltak. Ezek megkövesedett ürülékei még ma is megtalálhatók egyes barlangokban. Új-Mexikóban, a Kilbourne Hole melletti Aden Crater-ben egy olyan csontváz is előkerült, amelyen a bőr és a szőrzet is részben fennmaradt. Ezt a kivételes leletet a Yale Peabody Múzeumban őrzik. A New York-i American Museum of Natural Historyban egy olyan óriáslajhár-ürülék látható, amelynek címkéjén az áll: „Theodore Roosevelt gyűjtötte”. A legnagyobb Nothrotheriops ürülékgyűjtemény a Smithsonian Intézetben (Smithsonian Institution) található.
A Jégkorszak animációs filmek mókás lajhárja, Sid is egy óriáslajhár inspirációjára született. Egyes feltételezések szerint Dél-Amerikában élhet egy rejtélyes kriptid, a mapinguari, amely emlékeztet a kihalt óriáslajhárokra.

## Rendszerezés
A családba az alábbi alcsaládok, nemzetségek, öregnemek és nemek tartoztak:
- †Megatheriinae
  - †Megatheriini
    - †Prepotheriina
      - †Proprepotherium
      - †Planops
      - †Prepotherium

    - †Megatheriina
      - †Megathericulus
      - †Promegatherium
      - †Plesiomegatherium
      - †Megatheridium
      - †Pyramiodontherium
      - †Megatherium
      - †Eremotherium
      - †Ocnopus
      - †Perezfontanatherium

  - †Nothrotheriini
    - †Pronothrotherium
    - †Xyophorus
    - †Chasicobradys
    - †Gilsolaresia
    - †Diheterocnus
    - †Synhapalops
    - †Nothropus
    - †Thalassocnus
    - †Nothrotherium
    - †Nothrotheriops
- †Schismotheriinae
  - †Hapaloides
  - †Schismotherium
  - †Hapalops
  - †Pelecyodon
  - †Parapelecyodon
  - †Analcimorphus
  - †Hyperleptus
  - †Neohapalops

### Fordítás
- Ez a szócikk részben vagy egészben  a   Megatheriidae című angol Wikipédia-szócikk fordításán alapul.  Az eredeti cikk szerkesztőit annak laptörténete sorolja fel. Ez a jelzés csupán a megfogalmazás eredetét és a szerzői jogokat jelzi, nem szolgál a cikkben szereplő információk forrásmegjelöléseként.